# Rivers Cuomo
Rivers Cuomo (Nova York, 13 de juny de 1970) és un músic, compositor, cantant i guitarrista, conegut per ser el líder del grup de música rock Weezer. Abans de formar Weezer va participar en diverses bandes i en paral·lel a Weezer, també va publicar alguns treballs en solitari. Generalment toca la guitarra elèctrica i la guitarra acústica, però també sap tocar la bateria, el baix, l'harmònica i el clarinet, el piano i la trompeta.

## Biografia
Fill de Beverly i Frank, amb ascendents italians, alemanys i anglesos, Rivers Cuomo va néixer a Manhattan i va créixer en un àixram de Pomfret (Connecticut) juntament amb el seu germà Leaves. El seu nom (en català, rius) el va escollir la seva mare perquè l'hospital on va néixer Cuomo està entre els rius East i Hudson, i es va inspirar en el so que emetia l'aigua corrent riu avall. El seu pare també era músic i va tocar la bateria en l'àlbum Odyssey of Iska del saxofonista de jazz Wayne Shorter. Durant la seva infantesa va assistir a l'escola privada del Yogaville i posteriorment a l'Edwin Oscar Smith High School de Storrs. Ja de gran a estudiar a l'institut Santa Monica College, a la Berklee College of Music i finalment a la Universitat Harvard, on es va graduar per la Phi Beta Kappa. Com a curiositat, Cuomo va interpretar el personatge de Johnny Casino de Grease en una obra teatral de l'intitut on va estudiar.
El 18 de juny de 2006 es va casar amb Kyoko Ito a Malibú, on van assistir més d'un centenar d'invitats. Cuomo es va declarar a Tòquio poc abans del Nadal del 2005. La parella va tenir una filla, Mia, nascuda el maig de 2007 i un fill, Leo, nascut el 2012.
Quan va néixer, la seva cama esquerra era 44 mm més petita que la dreta. Després de l'èxit del primer àlbum de Weezer, va accedir a corregir aquest problema mitjançant una operació quirúrgica. La radiografia de la part afectada de la cama va aparèixer en el llibret del senzill "The Good Life" i de l'experiència en va extreure una cançó. Rivers Cuomo té un estil de moda característic marcat per les ulleres de pasta.
Cuomo és un gran entusiasma del futbol. Per exemple, apareix jugant a futbol en el videoclip de "Photograph" o la gira que va realitzar Weezer l'any 2002 es va titular "World Cup Tour" en referència a la Copa del Món de Futbol de 1994 que es va realitzar als Estats Units. L'any 2006 va escriure la cançó "Our Time Will Come" com a tribut a la selecció de futbol estatunidenca. El seu jugador favorit és Landon Donovan i és seguidor de la lliga Premier League i dels equips Los Angeles Galaxy i New England Revolution.

## Carrera

### Weezer
Després de diversos projectes musicals a Los Angeles, el 14 de febrer de 1992 va crear la banda Weezer amb els membres del grup "60 Wrong Sausages" i Patrick Wilson. La formació original de la banda estava formada per Rivers Cuomo com a cantant i guitarrista, Wilson a la bateria, Matt Sharp al baix i Jason Cropper a la guitarra acústica. El grup va signar un contracte amb el segell DGC, subsidiària de Geffen Records, a mitjans de l'any 1993, i poc després van començar la gravació del seu àlbum de debut (Weezer, conegut com The Blue Album) a Nova York amb Ric Ocasek a la producció.
Cuomo té un ampli ventall d'influències musicals al llarg dels anys que comprenen grups i artistes molt diferenciats, per exemple, Kiss, Nirvana, Lou Barlow, Pixies, Stevie Ray Vaughan, Brian Wilson o Giacomo Puccini. Sempre ha estat un estudiant de la música rock i pop, fet que va demostrar amb la creació de "The Encyclopedia of Pop", tres toms que descomponen els mecanismes d'aquests estils de música incloent cançons de Nirvana, Green Day i Oasis.
Durant tota la seva trajectòria, Cuomo ha escrit i gravat unes 800 cançons aproximadament, ja sigui amb Weezer, altres bandes o demos pròpies. La majoria d'aquest material no ha estat llançat i Cuomo ha penjat algunes d'aquestes cançons a internet pels seus fans, per exemple, demos pel The Blue Album, cançons rebutjades del projecte Songs from the Black Hole o cançons que no van superar la selecció per ser incloses en l'àlbum Make Believe de Weezer. És famós per tocar una guitarra Warmoth Stratocaster personalitzades, generalment cobertes d'adhesius. A vegades també utilitza els models Gibson V i Explorer, i darrerament una Gibson SG amb la paraula tailandesa "Farang" impresa que significa "estranger blanc".

### Altres bandes
Rivers Cuomo va iniciar la seva carrera musical en una banda de progressive metal anomenada Avant Garde i sota el pseudònim de Peter Kitts, Kitts era el cognom del seu pare adoptiu. El grup va tocar en diversos concerts a Connecticut i llavors es van traslladar a Los Angeles l'any 1989 per ampliar el seu públic. A final d'aquest any, la banda va canviar el seu nom per Zoom però pocs mesos després es va dissoldre definitivament. Posteriorment va formar part de bandes com Fury, Sixty Wrong Sausages o Fuzz.
Durant una etapa de descans de Weezer, també va formar un projecte musical anomenat Homie, on tenia intenció de publicar un àlbum però només es va llançar un cançó titulada "American Girls". Per altra banda, també va participar en les gravacions d'altres grups musicals com Crazy Town, Cold o Mark Ronson, i va realitzar les funcions de mànager de AM Radio durant el 2002 i 2003. Cuomo també ha realitzat cameos en un parell de videoclips: "Murder" de Crystal Method i "Cocaine Blues" de The Warlocks. Posteriorment va col·laborar en les cançons "Boardwalk" de Sugar Ray, "Magic" de B.o.B, "Can't Keep My Hands Off You" de Simple Plan i "High Maintenance" de Miranda Cosgrove.
L'any 2013, Cuomo va publicar un àlbum de rock en japonès amb Scott Murphy d'Allister sota el nom de Scott & Rivers. El primer àlbum homònim estava disponible físicament només al Japó però digitalment a la resta del món mitjançant iTunes. Posteriorment també va col·laborar amb la cantant japonesa Hitomi pel seu primer àlbum Spirit.

## Relació amb els fans

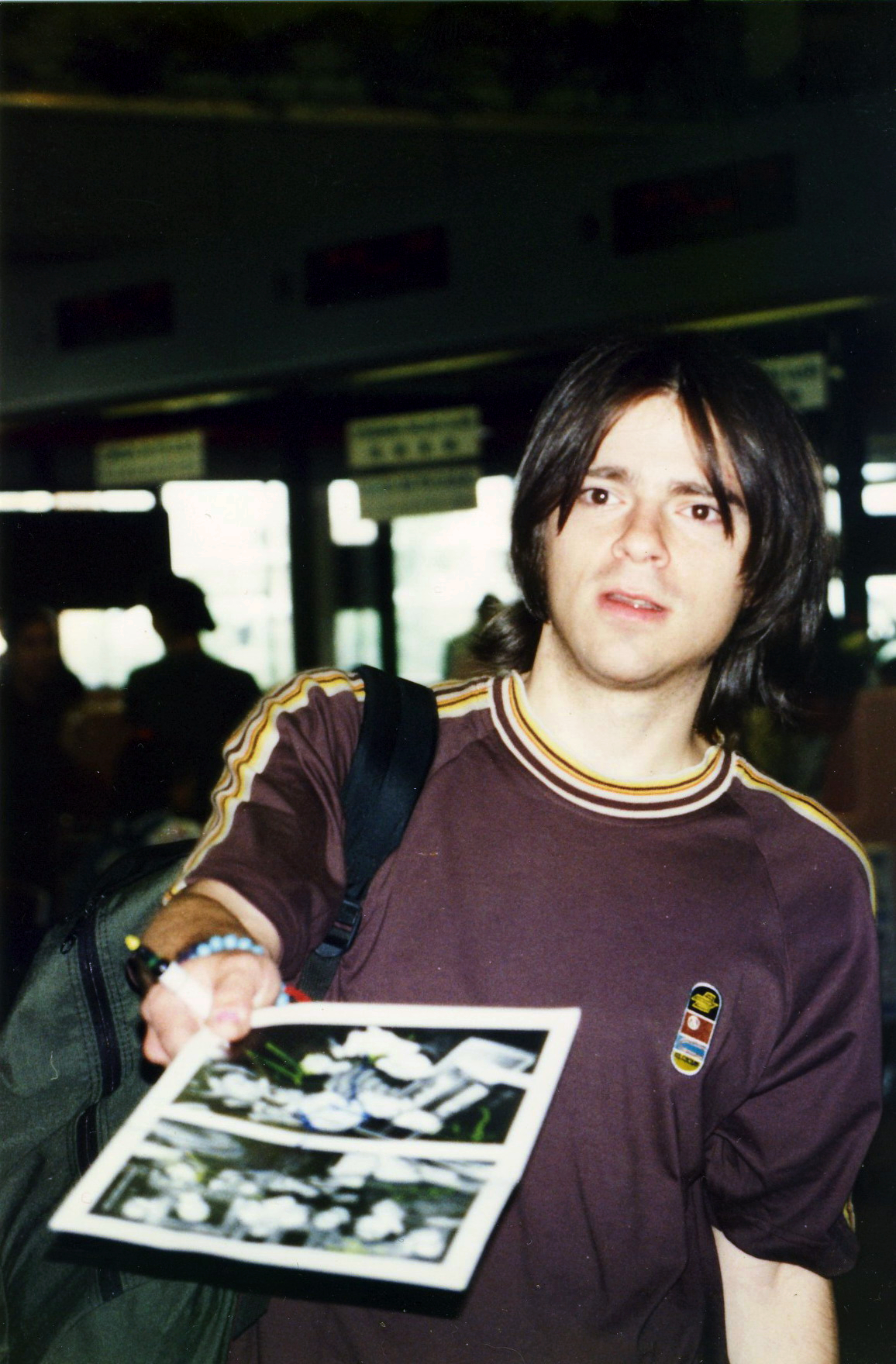
Rivers Cuomo a Tailàndia (1997).

Cuomo sempre ha destacat per tenir una relació molt estreta amb els seus seguidors mitjançant internet. A partir del 2002, freqüentment escrivia missatges en el fòrum de la banda amb el nick 'Ace', inspirat en Ace Frehley de la banda Kiss, per discutir amb els fans sobre música. També va crear un lloc web anomenat Catalog of Riffs on compartia velles demos de cançons així com altres tipus de material personal escanejat com cartes o agendes. Des del 2003, manté una pàgina a MySpace amb moltes entrades de bloc com per exemple els seus treballs d'admissió i readmissió a Harvard. Cuomo utilitza el blog per fer aclariments i correccions, i afegir referències a entrevistes i rodes de premsa. Darrerament també va començar a penjar diverses cançons i lletres no publicades perquè els fans havien insistit molt.
Rivers Cuomo manté correspondència amb diversos fans i durant les gires, els convida entre bastidors per jugar a futbolí amb ell. A finals de 2005, durant la gira Foozer (amb Foo Fighters), també va invitar algun fan a pujar a l'escenari per tocar la cançó "Undone - The Sweater Song" amb una guitarra acústica. Després de l'actuació, els fans es podien quedar la guitarra que havien utilitzat. Per a la gira de promoció de The Red Album, Weezer va anunciar la gira "Hootenanny Tour" per fer audicions en diferents emissores de ràdio perquè els fans puguin tocar amb el grup en directe. El març de 2008, Cuomo va iniciar una sèrie de vídeos a YouTube titulada "Let's Write a Sawng" amb la intenció d'escriure una cançó amb la col·laboració dels seus usuaris i els seus suggeriments. El novembre de 2008, Cuomo va convidar a un petit grup de fans a una jam session als estudis Fingerprintz Records de Long Beach. Els fans van poder escollir les cançons i també van poder tocar els diferents instruments mentre ell cantava.

## Discografia

### Àlbums en solitari
- 2007 - Alone: The Home Recordings of Rivers Cuomo
- 2008 - Alone II: The Home Recordings of Rivers Cuomo
- 2009 - Not Alone – Rivers Cuomo and Friends: Live at Fingerprints
- 2011 - Alone III: The Pinkerton Years

### Contribucions
- 1998 - Homie - "American Girls" de la banda sonora de Meet the Deedles: composició, veu i guitarra.[17]
- 1999 - The Rentals - "My Head is in the Sun" de Seven More Minutes: composició amb Matt Sharp.
- 2002 - Crazy Town - "Hurt You So Bad" de Darkhorse: guitarra.[18]
- 2003 - Cold - "Stupid Girl" de Year of the Spider: composició i veu.[19]
- 2003 - Mark Ronson - "I Suck" de Here Comes the Fuzz: producció, veu i guitarra.[20]
- 2007 - The Relationship - "Hand to Hold" composida amb Brian Bell.